# Наполеон (Міссурі)
Наполеон (англ. Napoleon) — місто (англ. city) в США, в окрузі Лафаєтт штату Міссурі. Населення — 211 особа (2020).

## Географія
Наполеон розташований за координатами 39°7′42″ пн. ш. 94°5′23″ зх. д. / 39.12833° пн. ш. 94.08972° зх. д. (39.128307, -94.089589).  За даними Бюро перепису населення США в 2010 році місто мало площу 4,53 км², з яких 4,53 км² — суходіл та 0,01 км² — водойми.

## Демографія
Згідно з переписом 2010 року, у місті мешкали 222 особи в 85 домогосподарствах у складі 69 родин. Густота населення становила 49 осіб/км².  Було 98 помешкань (22/км²).
Расовий склад населення:
| - 99,1 % — білих |

До двох чи більше рас належало 0,9 %. Частка іспаномовних становила 0,5 % від усіх жителів.
За віковим діапазоном населення розподілялося таким чином: 21,6 % — особи молодші 18 років, 65,3 % — особи у віці 18—64 років, 13,1 % — особи у віці 65 років та старші. Медіана віку мешканця становила 43,8 року. На 100 осіб жіночої статі у місті припадало 96,5 чоловіків;  на 100 жінок у віці від 18 років та старших — 102,3 чоловіків також старших 18 років.
Середній дохід на одне домашнє господарство  становив 57 733 долари США (медіана — 53 056), а середній дохід на одну сім'ю — 59 661 долар (медіана — 53 906). За межею бідності перебувало 10,7 % осіб, у тому числі 22,7 % дітей у віці до 18 років та 1,9 % осіб у віці 65 років та старших.
Цивільне працевлаштоване населення становило 104 особи. Основні галузі зайнятості: освіта, охорона здоров'я та соціальна допомога — 23,1 %, виробництво — 15,4 %, будівництво — 11,5 %, науковці, спеціалісти, менеджери — 10,6 %.